# Karin Magnusson
Naemi Eva-Karin Magnusson, född 27 september 1971 i Västervik, är en svensk journalist.
Magnusson var mångårig programledare för radioprogrammet Flipper i Sveriges Radio P3 och var producent för Kulturfredag i P1. Hon var panelmedlem av Knesset hösten 1995 på ZTV. Säsongen 2005 var hon panelmedlem i musikprogrammet Studio Pop på SVT. Hon har även lett Kulturnyheterna på SVT.
År 2008 utsågs hon till kulturchef på Aftonbladet. Året därpå blev hon tidningens debattredaktör, en tjänst hon hade fram till början av 2017 då hon lämnade Aftonbladet för SVT:s nya satsning Morgonstudion.
Karin Magnusson är gift med managern Micke Hagerman och var tidigare gift med musikern Jon Jefferson Klingberg.